# 利奥·平斯克
利奥·平斯克（意第绪语：לעאָן פינסקער；俄语： Лев (Леон) Семёнович 或 Йехуда Лейб Пинскер；英语：Leon Pinsker），1821-1891，是一名医生、犹太复国主义先驱、以及锡安之爱的创立者及领导者。

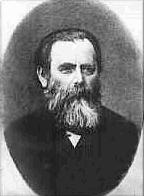
利奥·平斯克

## 平生
利奥·平斯克从父亲西姆查·平斯克（Simchah Pinsker）——一名希伯来语作家、学者和教师——那里继承了强烈的犹太人的归属感。列奥就读于他父亲在敖德萨的私立学校，也是最早进入敖德萨大学学习法律的犹太人之一。后来他意识到，因为对犹太专业人士的严格配额，他没有机会成为一名律师，所以选择了医生的职业。

## 犹太平权运动
平斯克认为，如果犹太人获得平等的权利，他们的问题就能得到解决。在早些年间，平斯克赞成同化的道路，并且是俄语犹太周刊的创始人之一。
1871年的敖德萨大屠杀使平斯克成为一位活跃的公众人物。1881年，一场规模更大的，很大程度上由政府支持的反犹太浪潮席卷了俄罗斯南部，并一直持续到1884年。后来，平斯克的观点发生了根本性的变化，他不再相信纯粹的人道主义和启蒙运动就能战胜反犹主义。1884年，他在卡托维兹 (上西里西亚，当时是普鲁士王国的一部分) 组织了锡安之爱的国际会议。
列奥到西欧的访问引出了他著名的小册子《自主解放》（Auto-Emancipation） ，副标题为 “Mahnruf an seine Stammgenossen,von einem russischen Juden” (一个俄罗斯犹太人对他的人民的警告)，他于1882年1月1日在德国匿名发表了这本小册子，并在其中敦促犹太人民为争取独立和民族意识而奋斗。这本书引起了强烈的反响。
作为一名专业医生，比起最近引入的“反犹主义”，平斯克更倾向于使用医学术语“犹太恐惧症”。平斯克知道，相互排斥的观点结合在一起是一种心理障碍的特征，他相信病态的非理性恐惧症可以解释这种千年仇恨:
“…对活着的人来说，犹太人是一具尸体; 对本地人来说，他是一个外国人; 对一个有家可住的人来说，他是一个流浪汉; 对于一个有财产的人来说，他是一个乞丐；对于贫穷的人来说，他是一个剥削者和百万富翁；对于爱国者，他是一个没有国家的人；对于所有的人来说，他都是一个可恨的对头。”
他对这种古老仇恨根源的分析导致他呼吁在巴勒斯坦或其他地方建立一个犹太人的家园。最终，平斯克同意摩西·利林布卢姆（Moses Lilienblum）的观点，即对犹太人的仇恨根植于这样一个事实:除了他们的祖国以色列之外，他们在其他地方都是外国人。在埃德蒙德•詹姆斯男爵 （Edmond James de Rothschild）的支持下，他成为了锡安之爱运动的创始人之一和主席。

## 犹太人定居点的建设
在1890年，俄罗斯当局同意给在叙利亚和巴基斯坦的犹太农民和工匠建设一个支持他们工作的社区，同时也是为了在叙利亚和巴基斯坦建设一个犹太人农业区。平斯克是敖德萨委员会慈善组织的领导者。1890年犹太宗教和世俗派别的纷争加上内部移民危机和奥斯曼帝国对于犹太人移民的禁令使得平斯克质疑以色列是否是解决问题的方法。

## 逝世
平斯克在1891年于敖德萨逝世。他的遗体在1934年被带往耶路撒冷被埋葬于斯库普斯山旁边的尼加诺尔洞穴。 莫沙夫·纳哈拉特·耶胡达（Moshav Nahalat Yehuda）——一个在里雄莱锡安的社区——就是以平斯克命名的。像这样以平斯克命名的街区在以色列还有很多。